# 大麻的合法性
大麻医疗用途和娱乐用途的合法性因国家而异，且就持有、销售、种植、医用和个人使用等情况而有所不同。大多数国家的政策受到联合国在1961年的《麻醉品单一公约》、1971年的《精神药物公约》和1988年的《禁止非法贩运麻醉药品和精神药物公约》的影响。
大多数国家禁止将大麻用于娱乐目的。不过，有一些地区采取了除罪化政策，使简单持有成为非刑事犯罪（通常类似于轻微的交通违规行为）。还有一些地区则采取严厉的处罚，例如在一些亚洲和中东国家，即使少量持有大麻也会被判监禁数年。娱乐性大麻合法化的地域有如德國、加拿大、格鲁吉亚、馬爾他、泰國、墨西哥、盧森堡、南非和乌拉圭，以及美国的9个州和华盛顿哥伦比亚特区。
使大麻的医疗用途合法化的国家包括澳大利亚、加拿大、新西兰、智利、哥伦比亚、德国、希腊、以色列、意大利、荷兰、秘鲁、波兰、英国和乌拉圭。另一些地方则有更多限制性法律，只允许使用某些大麻素药物，如Sativex或Marinol。在美国，31个州和哥伦比亚特区已将大麻的医疗用途合法化，但在联邦一级，大麻仍被禁止用于任何目的。

## 各地情况
| 国家/地区        | 娛樂 | 医用 | 种植 | 注释 |
| ---------------- | --- | --- | --- | --- |
| 阿富汗           | 非法 | 非法 | 非法 | 国王穆罕默德·查希尔沙于1973年宣佈禁止生产。 |
| 阿尔巴尼亚       | 非法 | 非法 | 非法 | 禁止法虽然存在，但由于全国大麻植物供应量很大，这项法律往往没有得到强制执行。 |
| 阿尔及利亚       | 非法 | 非法 | 非法 | |
| 安道尔           | 非法 | 非法 | 非法 | |
| 安哥拉           | 非法 | 非法 | 非法 | |
| 安地卡及巴布達   | 非法 | 非法 | 非法 | |
| 阿根廷           | 除罪化 | 合法 | 非法 | 最高法院于2009年作出裁决，将少量个人使用和私人场所消费除罪化。 医用大麻自2016年9月23日起在丘布特省合法化，自2016年11月30日起在聖大非省合法化，全国范围自2017年9月21日起合法化。 |
| 亞美尼亞         | 非法 | 非法 | 非法 | |
|                  | 北領地，南澳大利亚州和澳大利亚首都领地个人使用除罪化                                                                         | 联邦层面和所有州合法限定条件和其他细节因州而异                                                                      | 用于医疗目的合法                                                                                                   | |
| 奥地利           | 自2016年1月起，个人使用除罪化。                                                                                              | 大麻衍生的药物 | 允许用于医疗目的。                                                                                                 | |
|                  | 非法 | 非法 | 非法 | |
| 巴哈马           | 非法 | 非法 | 非法 | |
| 巴林             | 非法 | 非法 | 非法 | |
|                  | 非法但不强制执行 | 非法 | 非法 | 自1989年起禁止销售。在孟加拉国拥有大麻是非法的，处罚从6个月到15年监禁不等。但是，大麻在该国许多地方公开出售，法律很少得到执行。 |
|                  | 非法 | 非法 | 非法 | |
| 白俄羅斯         | 非法 | 非法 | 非法 | |
| 比利时           | 持有不超过3克除罪化 | 大麻衍生的药物 | 种植1株植物除罪化                                                                                                  | 自2003年以来，18岁以上的成年人被允许持有最多3克大麻。 |
|                  | 持有不超过10克除罪化 | 非法 | 非法 | 在伯利兹使用大麻是常见的，并且在很大程度上是可以忍受的；但是，持有可能导致罚款或监禁。2016年，国家媒体报道，将持有最多10克大麻除罪化的立法“正在进行中”。 |
|                  | 非法 | 非法 | 非法 | |
| 不丹             | 非法 | 非法 | 非法 | 大麻是非法的，但在不丹大麻有大量种植，有多种传统用途，如喂猪和生产纺织品。 |
| 玻利维亚         | 持有不超过50克除罪化 | 非法 | 非法 | |
|                  | 非法 | 非法 | 非法 | 2016年，民政部宣布成立了一个工作队，探讨将大麻和大麻素合法化用于医疗目的的问题。 |
|                  | 非法 | 非法 | 非法 | 大麻（或dagga）是非法的 |
| 巴西             | 少量和私人使用除罪化 | 非法 | 少量种植除罪化 | 自2006年以来，持有大麻（个人消费）等非法毒品会受到警告，进行社区服务和吸毒影响教育。同样的措施适用于种植或准备少量任何非法药物。 贩卖和运输任何非法毒品以及拥有或种植大量毒品都被定性为贩毒，会被判处5至15年徒刑，并处以重大罚款。 |
|                  | 非法 | 非法 | 非法 | |
| 保加利亚         | 非法 | 非法 | 非法 | 大麻被归类为A类（高风险）药物，其他包括海洛因，可卡因，安非他明和MDMA（摇头丸）。 直到2004年，存在一种松散定义的“个人剂量”。 |
| 布吉納法索       | 非法 | 非法 | 非法 | |
|                  | 非法 | 非法 | 非法 | |
| 柬埔寨           | 非法但不强制执行 | 非法 | 非法但不强制执行                                                                                                   | 大麻在柬埔寨是非法的。然而，这种禁令是宽松的，并不强制执行。位于金边，暹粒和西哈努克的许多“快乐”餐厅公开提供用大麻烹制的食物，或作为侧面装饰。 |
| 喀麦隆           | 非法 | 非法 | 非法 | |
| 加拿大           | 合法 | 合法 | 合法 | 持有政府颁发的医疗或工业许可证合法。2016年4月20日，卫生部长Jane Philpott宣布将于2017年春季推出新立法，以便在加拿大合法化和管理大麻。见立法：“受管制的药物和物质法案”和“大麻法案” 2018年10月17日，大麻的娱乐用途和个人种植正式合法化。 |
|                  | 非法 | 非法 | 非法 | |
| 中非             | 非法 | 非法 | 非法 | |
|                  | 非法 | 非法 | 非法 | |
| 智利             | 除罪化 | 合法 | 合法 | 2005年，第20,000号法律正式将私人和个人大麻使用除罪化。自2014年以来，智利允许在智利农业服务局（SAG）的授权下种植大麻用于医疗。 个人或集体种植大麻，在智利是合法的。最高法院于2015年作出裁决。从2015年12月开始，药店的处方允许销售大麻衍生药物。 目前在2016年，一项法规法案允许智利人种植少量大麻用于医疗，娱乐或精神用途，该法案已得到该国众议院的批准。 |
| 中华人民共和国   | 非法 | 非法 | 非法 | 种植工业大麻合法，除此以外不得种植，一经发现将强制铲除。非法持有或种植大麻数量巨大将直接定为刑事犯罪（种植超过一万二千平方公尺、持有幼苗5万株以上或种子50千克以上）。 |
| 哥伦比亚         | 个人使用不超过22克除罪化 | 医疗使用合法 | 最多20家工厂种植供个人消费的大麻合法。如获国家禁毒委员会许可医疗用无限制                                           | 自1994年起，用于个人消费藏有少量22克的大麻已被除罪化。2016年，最高法院宣布，如果发现某人携带的物质是为了满足他们自己的消费需要，那么被捕数额超过法定限额的人就不用被刑事起诉。拥有最多20株供个人消费的大麻植物是合法的。 |
|                  | 非法 | 非法 | 非法 | 1975年1月至1978年5月大麻在科摩罗是合法的。时任总统阿里·薩利赫采取了将大麻消费合法化等措施。 |
| 刚果民主共和国   | 非法 | 非法 | 非法 | |
| 刚果共和国       | 非法 | 非法 | 非法 | |
|                  | 除罪化 | 非法 | 除罪化 | 有些人将法律解释为大麻是非法的，但全国各地对吸食大麻的容忍度很高。“事实上”已经实行了除罪化制度，因为警察并没有拘留将大麻仅供个人消费的人，没有将任何数额定义为最低占有量。哥斯达黎加的大麻使用量非常高。 |
|                  | 除罪化 | 合法 | 非法 | 从2013年开始，拥有少量大麻和其他轻型药物是一种轻罪，根据具体情况，可处以5000-20000克羅埃西亞庫納（800-3500美元）的罚款。 2015年，卫生部正式将以大麻为基础的用于治疗癌症，多发性硬化症或艾滋病等疾病的药物合法化。 |
| 古巴             | 非法 | 非法 | 非法 | |
| 賽普勒斯         | 非法 | 用于癌症治疗合法 | 非法（一些农场种植大麻除罪化）                                                                                     | B类物质 - 持有最多8年监禁（25岁以下的首次犯罪最多监禁2年）。 |
| 捷克             | 自2014年起持有不超过10克除罪化最初在2010年持有不超过15克除罪化                                                               | 合法 | 将最多5株植物的种植除罪化。根据许可证法律进行的药用栽培。                                                          | 自2010年起，拥有最多15克的个人或医疗用植物或种植最多5株植物属于轻罪，可处以轻微罚款 -大多数情况下不予执行。 自2013年以来，大麻药物在处方上的药用上已合法并受到管制。 |
| 丹麦             | 娱乐用途非法，但警方通常不强制执行。（在克里斯蒂安尼亞自由城宣布合法，但丹麦当局未承认这一点）                               | 合法 | 有政府许可合法。仅为医疗种植颁发许可证。                                                                           | 与所有毒品一样，与大麻有关的罪行可处以罚款或监禁两年。 克里斯蒂安尼亞自由城，是一个在哥本哈根自称为自治的社区，以其大麻贸易而闻名。 |
|                  | 非法 | 非法 | 非法 | |
| 多米尼克         | 非法 | 非法 | 非法 | B类药物，用于种植，销售或拥有 |
|                  | 非法 | 非法 | 非法 | |
| 东帝汶           | 非法 | 非法 | 非法 | |
|                  | 不超过10克除罪化 | 非法 | 非法 | 根据第108号法律，拥有少量大麻除罪化。持有10克以下被认为是个人使用的大麻，不会受到惩罚。 |
| 埃及             | 非法但不强制执行 | 非法 | 非法 | 虽然在技术上是非法的，但使用普遍，也是文化的一部分。因个人使用而定罪非常罕见。在古代，大麻曾是一种地位很高的植物，有几种有记载的药用用途，1925年，根据国际联盟的《日内瓦国际麻醉品管制公约》，大麻被定为非法，从那时起，它就在各个方面被管制。 |
| 薩爾瓦多         | 非法 | 非法 | 非法 | |
| 赤道几内亚       | 非法 | 非法 | 非法 | |
|                  | 非法 | 非法 | 非法 | |
| 爱沙尼亚         | 除罪化 | 非法 | 非法 | 持有高于7.5克个人使用的大麻会被罚款。持有大量和销售大麻是刑事犯罪，可处以长达五年的监禁刑罚。 |
| 衣索比亞         | 非法 | 非法 | 非法 | 尽管是拉斯塔法里运动的精神家园，但持有大麻可能导致长达6个月的监禁。 |
| 斐济             | 非法 | 非法 | 非法 | |
| 芬兰             | 非法但有时不强制执行 | 有许可证合法 | 仅适用于医疗用途                                                                                                   | 自2001年起，个人使用案件通常不会在法庭上起诉，但可以进行轻微罚款。 自2006年起，根据特别许可证，可以使用药用大麻。2014年，颁发了223份许可证。 |
| 法國             | 非法 | 一些大麻衍生的药物                                                                                                  | 非法 | 禁止种植，销售，拥有或消费大麻。但是，2013年6月颁布了允许销售含有大麻衍生物的药物的立法。 |
| 加彭             | 非法 | 非法 | 非法 | |
|                  | 非法 | 非法 | 非法 | |
|                  | 根据格鲁吉亚宪法法院2018年7月的裁决，拥有和消费但不出售大麻合法                                                              | 使用合法，但不存在销售大麻的系统。                                                                                  | 个人使用除罪化 | |
| 德国             | 隨身攜帶及家中儲存指定數量的大麻合法，但僅限成年德國居民                                                                     | 合法 | 每戶家庭可種植最多3株                                                                                              | 自2008年起至2015年1月，已有241名患者获得了药房的药用大麻产品许可。2016年中期，约5000名患者接受了大麻产品。 2016年5月4日，德国内阁决定批准为接受过医生咨询且“没有治疗选择”的重病患者提供合法大麻的措施。德国卫生部长赫爾曼·格羅厄向内阁提交了关于药用大麻合法化的法律草案，该草案于2017年初生效。 2024年初通過大麻合法化法案，成年德國居民可以合法地随身携带不超过25克的大麻，在家中最多可以储存50克，每戶家中還可以種植不多於3株大麻，法案自同年4月1日起生效。 |
|                  | 非法 | 非法 | 非法 | |
| 希腊             | 非法 | 合法 | 非法 | |
| 格陵兰           | 非法 | 非法 | 非法 | |
| 格瑞那達         | 非法 | 非法 | 非法 | |
|                  | 非法 | 非法 | 非法 | 2016年，宪法委员会拒绝了将药物或娱乐用途大麻合法化的提案。 |
| 几内亚           | 非法 | 非法 | 非法 | |
|                  | 非法 | 非法 | 非法 | |
|                  | 非法 | 非法 | 非法 | 持有15克或以上可导致贩毒指控。 |
| 海地             | 非法 | 非法 | 非法 | |
|                  | 非法 | 非法 | 非法 | 在洪都拉斯拥有，销售，运输和种植大麻是非法的。 |
| 香港             | 非法 | 非法 | 非法 | 根据《危险药物条例》，拥有、销售、运输、种植大麻是非法的。 （见香港法律制度） |
| 匈牙利           | 非法 | 非法 | 非法 | 匈牙利法律在对待非法药物方面没有区别。使用海洛因与使用大麻具有相同的法律后果。 |
| 冰島             | 非法 | 非法 | 非法 | 1969年被禁止。即使少量消费也是非法的。持有，销售，运输和种植都可能导致入狱。对持有大麻的处罚并不强制执行。罚款很高。 |
| 印度             | 联邦一级非法。 在比哈尔邦、北阿坎德邦、西孟加拉邦和印度东北部合法或被容忍。 在古吉拉特邦除罪化                               | 非法 | 联邦一级非法。 工业大麻在北阿坎德邦合法。 在比哈尔邦、古吉拉特邦、奥里萨邦、西孟加拉邦和印度东北部合法或被容忍。   | 瓦拉納西等圣城的政府所有商店以及其他几个印度北部州都以bhang的形式出售大麻。尽管普遍使用率很高，但大麻仍然是非法的，但在印度各地很少被强制执行并被视为低优先级。在印度北部和南部的许多地方，大片大麻在野外生长不受限制。2015年11月，北阿坎德邦成为印度第一个将工业大麻生产合法化的州。2017年2月古吉拉特邦取消了Bhang的禁令，因此其消费和销售已在该州除罪化。比哈尔邦、奥里萨邦、西孟加拉邦和印度东北部等许多州都有自己的法律允许大麻，当地称为Ganja。           |
| 印度尼西亞       | 非法 | 非法 | 非法 | 自1927年被禁止。如果持有，最低刑期为四年（可能适用额外罚款）。但是，如使用者自愿向警察报告，或者由他/她的家人报告，则根据“2009年麻醉品法”第24条第2款、第3款、第4款，这些罚款将被取消。 |
| 伊朗             | 非法，但不严格执行 | 非法 | 非法 | |
| 伊拉克           | 非法 | 非法 | 非法 | |
| 愛爾蘭           | 非法 | 非法 | 非法 | 2009 - 2016年国家药物战略不赞成将大麻除罪化。计划从2017年开始实施新战略。大麻衍生药物可能自2014年起获得许可。2016年11月宣布了关于药用大麻政策的审查，2016年12月，一个私人成员合法化法案在爱尔兰众议院通过三讀。 |
| 以色列           | 2019年4月起除罪化 | 合法 | 仅限经许可的医疗提供                                                                                               | 自20世纪90年代起，大麻娱乐用途非法，医疗用途有限允许。 2017年初，国家公安部长Gilad Erdan宣布，以色列计划将持有个人使用大麻除罪化。 在2018年3月，以色列议会一致批准了除罪化法案。 |
| 義大利           | 除罪化；允许宗教用途 | 合法 | 非法 | 拥有少量供个人使用的大麻是一种轻罪，可能会被罚款和暂停文件（护照或驾照）。出售大麻产品是非法的，可判处监禁；种植同样可以判处监禁，即使是少量和专供个人使用。药品和工业用途的许可种植受到严格管制。 |
|                  | 非法 | 非法 | 非法 | |
| 牙买加           | 除罪化；拉斯塔法里运动合法                                                                                                   | 合法 | 合法 | 2015年2月25日，牙买加众议院通过了一项法律，将持有最多两盎司的大麻除罪化。新法律包括将最多五株植物的个人使用种植合法化的规定，以及为医用，宗教用途和自然生长制定和分配大麻的规定。2018年，牙买加开设了第一家医用大麻药房。 |
| 日本             | 非法 | 非法 | 非法 | 1948年起受限制。使用和持有可处以最高5年的监禁和罚款。种植、销售和运输可处以7年或10年监禁和罚款。 |
| 约旦             | 非法 | 非法 | 非法 | |
|                  | 非法 | 非法 | 非法 | |
|                  | 非法 | 非法 | 非法 | |
| 基里巴斯         | 非法 | 非法 | 非法 | |
| 科索沃           | 非法 | 非法 | 非法 | |
| 科威特           | 非法 | 非法 | 非法 | |
|                  | 非法 | 非法 | 非法 | |
|                  | 非法但不强制执行 | 非法 | 非法 | |
| 拉脫維亞         | 非法 | 非法 | 非法 | 大麻在拉脱维亚是非法的。持有大量大麻的人可能会被处以长达15年的监禁。持有1克及以上的大麻货物可能会被处以280欧元的罚款，如果一年内第二次违规，将被刑事指控。 |
| 黎巴嫩           | 非法 | 非法 | 非法 | 大麻于1926年被禁止；大麻种植于1992年被禁止。持有大麻非法。然而，大量地种植和个人使用，只要不公开就不是主要问题。 |
| 賴索托           | 非法但容忍 | 非法 | 卫生部授权可药物种植                                                                                               | |
| 利比里亚         | 非法 | 非法 | 非法 | |
| 利比亞           | 非法 | 非法 | 非法 | |
| 列支敦斯登       | 非法 | 非法 | 非法 | |
| 立陶宛           | 非法 | 非法 | 非法 | |
| 盧森堡           | 除罪化 | 合法 | 非法 | 运输和消费是非法的。自2001年起，监禁刑罚已被250欧元至2500欧元的罚款所取代。 |
| 澳門             | 非法 | 非法 | 非法 | |
| 北馬其頓         | 非法 | 合法 | 非法 | 如果一个人拥有大量大麻，可以判处3个月至5年的监禁。 医用大麻于2016年合法化。 |
| 马达加斯加       | 非法 | 非法 | 非法 | |
| 马来西亚         | 非法 | 非法 | 非法 | 马来西亚立法规定对被定罪的毒贩进行强制性死刑。根据法律规定，持有15克（0.5盎司）海洛因或200克（7盎司）大麻而被捕的个人属于贩毒者。 |
| 马拉维           | 非法 | 非法 | 非法 | 大麻在马拉维是非法的，但仍然是一种受欢迎的药物并且广泛种植；马拉维大麻因其品質而闻名于世。Chamba主要生长在姆祖祖等中部和北部地区。 |
| 馬爾地夫         | 非法 | 非法 | 非法 | |
|                  | 非法 | 非法 | 非法 | |
| 馬爾他           | 持有不超过3.5克除罪化 | 合法 | 非法 | 截至2015年，简单持有是除罪化的，但对于警察收集有关贩毒情报的目的而言仍然是一种可以逮捕的罪行。个人使用的种植将不再受到强制性监禁或缓刑的惩罚。 |
| 马绍尔群岛       | 非法 | 非法 | 非法 | |
| 毛里塔尼亚       | 非法 | 非法 | 非法 | |
| 模里西斯         | 非法 | 非法 | 非法 | |
| 墨西哥           | 除罪化 | 医用合法； THC含量低于1％。                                                                                         | 用于医疗目的合法 个人使用除罪化                                                                                    | 2009年8月21日，墨西哥将“个人使用”藏有最多5克的大麻除罪化。 2015年11月，最高法院裁定，墨西哥负责任和容忍个人使用协会的四名个人将被允许种植和吸食他们自己的大麻。法院以4比1投票，认为禁止人们将药物用于消费是违宪的，因为它侵犯了人格自由发展的人权。 2016年12月，墨西哥参议院投票通过了大麻的医疗使用合法化 - 2017年4月众议院批准。 |
| 密克羅尼西亞聯邦 | 非法 | 非法 | 非法 | |
| 摩尔多瓦         | 除罪化 | 非法 | 非法 | 持有少量和个人使用在摩尔多瓦并非犯罪行为，但根据2008年通过的“行政违法法典”第85条，这是一种行政违法行为。然而，销售，种植和运输仍然是非法和受到惩罚的。非法购买或持有少量麻醉药品和精神药物而无需进一步分发，以及未经处方消费的，处以最多三个常规单位的罚款或最多40小时的社区服务。 |
| 摩納哥           | 非法 | 非法 | 非法 | |
| 蒙古国           | 非法 | 非法 | 非法 | |
| 蒙特內哥羅       | 非法 | 非法 | 非法 | |
| 摩洛哥           | 非法但不强制执行 | 非法 | 非法 | 自1957年摩洛哥独立以来，大麻就一直是非法的，1974年全面禁毒再次确认了这一点，但在摩洛哥，大麻部分被允许种植，因为已经种植了几个世纪，并且摩洛哥仍然是世界上最大的大麻生产国之一。 |
| 莫桑比克         | 非法 | 非法 | 非法 | |
| 緬甸             | 非法但不强制执行 | 非法 | 非法但不强制执行                                                                                                   | |
| 纳米比亚         | 非法 | 非法 | 非法 | 大麻是非法的；2007年，政府提议，拥有任何毒品要被判处20年徒刑。 |
| 尼泊尔           | 非法（湿婆节期间合法） | 非法 | 非法 | 所有大麻许可于1973年取消。尽管是非法的，但大麻价格便宜并且在尼泊尔广泛使用，警察对与大麻有关的问题几乎没有兴趣。 |
| 荷蘭             | 非法 - 但在许可的大麻咖啡店中容许使用和销售。持有不超过5克除罪化                                                             | 合法 | 种植五株植物及以下除罪化；植物一般仍被破坏。家庭种植者可以被驱逐出一个单一的工厂或取消他们的抵押贷款。             | 自1976年起，个人持有已被除罪化，大麻产品仅在某些持牌大麻咖啡店公开出售。荷蘭加勒比區实行零容忍政策。 在一些城市，咖啡店的使用仅限于荷兰居民。咖啡店也无法合法获得大麻，经常使它们处于危险之中（这项政策被称为'achterdeur-beleid'）。持有不超过5克除罪化（在警察控制的情况下被没收），供公众使用。 |
| 新西兰           | 非法 | 有限的大麻衍生药物                                                                                                  | 非法 | 1927年被禁止。种植，持有和销售大麻是非法的。2017年12月引入了将药物使用除罪化的立法，但尚未通过。计划于未来举行关于大麻合法性的公民投票，暂定于2020年举行。 |
| 尼加拉瓜         | 非法 | 非法 | 非法 | |
| 尼日尔           | 非法 | 非法 | 非法 | |
| 奈及利亞         | 非法 | 非法 | 非法 | |
|                  | 非法 | 非法 | 非法 | 法律上合法（沒有關於持有大麻的法律），但事實上持有大麻有可能會被監禁。 |
| 挪威             | 非法（除罪化进程中） | 合法 | 非法 | 个人使用不超过15克，并且在首次违规的情况下将被处以罚款；持有更多的人会受到更严厉的惩罚。2017年12月，挪威议会宣布打算将某些精神活性药物除罪化，供个人使用，包括大麻，并为使用者提供医疗服务，而不是执行罚款和监禁。 |
| 阿曼             | 非法 | 非法 | 非法 | |
| 巴基斯坦         | 非法，但往往是非强迫的（特别是在一些部落地区）                                                                               | 非法 | 非法 | 巴基斯坦禁止使用大麻，但白沙瓦和巴基斯坦北部的大麻吸食往往被容忍。如果在该国其他地区发现charas，可能会被判入狱6个月。 |
| 帛琉             | 非法 | 非法 | 非法 | |
| 巴拿马           | 非法 | 非法 | 非法 | |
|                  | 非法 | 非法 | 非法 | |
| 巴拉圭           | 不超过10克除罪化 | 非法 | 非法 | 在巴拉圭，法律N°1.340（第30条），免除处罚消费不超过10克大麻的人。 |
| 秘魯             | 除罪化 | 合法 | 非法 | 持有大麻除罪化，持有不超过8克被认为是个人使用的大麻，不会受到惩罚。 非法：种植，生产或出售将被判处8至15年徒刑。 |
| 菲律賓           | 非法 | 非法 | 非法 | |
| 波蘭             | 非法，但有时少量持有不执行                                                                                                   | 合法 | 非法 | 2011年5月26日，波兰颁布了立法，允许检察官可以选择不起诉持有少量个人使用的大麻、初犯或依赖毒品的人。 这项立法将大量毒品罪行最高刑罚从10年监禁提高到12年监禁。然而，持有大量毒品将导致10年监禁（此前最多8年）。 |
| 葡萄牙           | 将不超过25克草药或5克大麻完全除罪化                                                                                          | 合法 | 除罪化 | 2001年，葡萄牙成为世界上第一个将所有药物的使用除罪化的国家。 |
|                  | 非法 | 非法 | 非法 | |
| 羅馬尼亞         | 非法 | 大麻衍生的药物，THC低于0.2％                                                                                        | 非法 | 罗马尼亚（1990年以前）是大麻纤维的领导者，仅次于中国大陸。首次违法持有少量药物制剂可判处巨额罚款，如果此人此前已被定罪，将被处以6个月至两年监禁。持有大量或贩运可判处2至7年监禁。除罪化立法提议中。2013年批准有限的医疗用途。 |
| 俄羅斯           | 持有不超过6克除罪化 | 非法 | 种植不超过20株除罪化                                                                                               | 持有不超过6克的大麻或2克哈希什大麻是一种行政而非犯罪行为。 |
| 卢旺达           | 非法 | 非法 | 非法 | |
| 圣基茨和尼维斯   | 非法 | 非法 | 非法 | |
| 圣卢西亚         | 非法 | 非法 | 非法 | |
|                  | 非法 | 非法 | 非法 | |
| 萨摩亚           | 非法 | 非法 | 非法 | |
| 圣马力诺         | 非法 | 合法 | 非法 | |
| 聖多美和普林西比 | 非法 | 非法 | 非法 | |
| 沙烏地阿拉伯     | 非法 | 非法 | 非法 | 使用和拥有任何种类的娱乐性毒品，如果被捕，将被处以监禁。个人使用的监禁可能会被判入狱6个月或更长时间。处理和走私大量毒品通常会导致更严厉的监禁时间甚至死刑，尽管最近的处决很少。使用毒品的外国人可能会被驱逐出境。 |
| 塞内加尔         | 非法 | 非法 | 非法 | |
| 塞爾維亞         | 非法 | 非法 | 非法 | 持有可处以罚款或最多3年的监禁。销售和运输可判处3至12年监禁。种植可处以6个月至5年的监禁。对黑社會的处罚较高。 |
| 塞舌尔           | 非法 | 非法 | 非法 | |
|                  | 非法 | 非法 | 非法 | 大麻于1920年被禁止。 |
| 新加坡           | 非法 | 非法 | 非法 | 1870年被禁止。根据“滥用药物法”，大麻是一种A类药物，使其种植、销售或持有为非法。那些被缴获500克或更多大麻的人被推定为贩毒者，并可能被处以死刑。 |
| 斯洛伐克         | 非法 | 非法 | 非法 | 拥有或使用少量大麻将被处以最高8年的监禁。2012年4月，《华尔街日报》报道即将上任的斯洛伐克总理罗伯特·菲佐可能会推动大麻持有的部分合法化，主张将持有用于个人用途不超过三剂大麻合法化。 |
| 斯洛維尼亞       | 除罪化 | 以大麻为主的药物 | 对于≤0.1公顷的面积，THC值≤0.2％，或者在大麻种植的政府许可证下面积≥0.1公顷的数量合法。                              | 以大麻为基础的药物在药用方面是合法的，但不是大麻本身。持有任何供个人使用的药物都是除罪化的。 |
| 所罗门群岛       | 非法 | 非法 | 非法 | |
|                  | 非法 | 非法 | 非法 | |
| 南非             | 拥有和消费合法，但不包括出售。                                                                                               | 使用是合法的，但不存在分配药用大麻的系统。                                                                          | 个人消费合法 | 2018年9月18日，南非宪法法院将该国的私人使用和种植大麻除罪化，是第一个这样做的非洲国家。 |
|                  | 非法 | 非法 | 非法 | 大麻根据1976年“大麻控制法”被禁止。 |
| 南蘇丹           | 非法 | 非法 | 非法 | |
| 西班牙           | 允许在私人区域持有和使用。在公共场所消费可能会被罚款300欧元。持有超过70/100克（取决于西班牙自治區）被认为是意图贩运。        | 有限的大麻衍生药物                                                                                                  | 在私人区域允许个人使用（包括全国约800个大麻社交俱乐部）。如果植物位于街道/公共场所可见的某处，则属于行政违法行为。 | 销售和进口任何数量的大麻都属于刑事犯罪，可判处监禁。除销售或交易外，与大麻有关的所有行动均不被视为刑事犯罪，通常属于轻罪，可处以罚款。 2017年6月，加泰罗尼亚政府以118比9的投票结果对当地的大麻俱乐部进行监管，使大麻合法化，但该法律被国家上诉并宣布违宪。 |
| 斯里蘭卡         | 从阿育吠陀商店购买合法，旨在放松或庆典。                                                                                     | 仅阿育吠陀商店 | 非法 | 虽然大麻通常用于阿育吠陀传统药物，但大麻在斯里兰卡是非法的。 |
| 苏丹             | 非法 | 非法 | 非法 | |
| 苏里南           | 非法 | 非法 | 非法 | 大麻在20世纪初在苏里南被禁止，因为亚洲移民在那里普及。 |
|                  | 非法 | 非法 | 非法 | |
| 瑞典             | 非法 | 非法 | 非法 | 在瑞典出售、转让、购买、使用或拥有任何数量的大麻都是非法的。社会排斥和被排除在劳动力市场和社会服务之外的社会耻辱是个人使用问题中最常见的制裁。国家警察针对国家“零容忍”政策而对用户实施“扰乱和骚扰”计划。 |
| 瑞士             | 除罪化 | 合法 | 非法 | 自2012年起，持有不超过10克除罪化。 |
| 叙利亚           | 非法 | 非法 | 非法 | 根据巴沙尔·阿萨德政府的政策，从简单使用到贩运的许多大麻犯罪经常被判无期徒刑。由于叙利亚内战而变得不稳定，生活在库尔德分离主义分子控制地区的人们开始种植大麻作为赚钱以消除贫困的一种方式。 |
| 中華民國         | 非法 | 非法 | 非法 | CBD自用進口合法，需向衛福部提交申請。大麻是属于中华民国法定的麻醉品，持有最高可处3年有期徒刑。 |
|                  | 非法 | 非法 | 非法 | |
| 坦桑尼亚         | 非法 | 非法 | 非法 | |
| 泰國             | 可以擁有及出售大麻 | 合法 | 種植大麻合法 | 自1935年起一度被定为犯罪。泰国禁毒法案曾規定，B.E. 2522（1979），拥有、种植和运输（进口/出口）最多10公斤大麻可能导致最高刑期为5年的监禁或罚款。但自2018年起，大麻被允許醫用。2022年起，泰國允許20歲及以上人群合法吸食大麻，不過泰國人不能在公共場所吸食大麻，而且大麻的进出口仍然受到严格监管。不过在2024年底就恢复了娱乐大麻禁令。 |
| 多哥             | 非法 | 非法 | 非法 | |
|                  | 非法 | 非法 | 非法 | |
| 千里達及托巴哥   | 非法 | 非法 | 非法 | 1925年被禁止。 |
| 突尼西亞         | 非法 | 非法 | 非法 | 1953年被禁止。使用或持有会被处以1至5年监禁和1000-3000第纳尔（约500美元-1500美元）罚款。 |
| 土耳其           | 非法 | 大麻衍生的药物 | 用于医疗目的合法                                                                                                   | 大麻种植在土耳其的19个省是合法的，但仅限用于医疗目的。经过许可在其他省份也可进行种植。消费任何药物（不管是否个人使用）都是非法的，需要进行司法程序。持有、购买或接收包括大麻在内的任何非法毒品，可判处1至2年徒刑；还有治疗或缓刑的选择，最长可达3年。如果用户拒绝治疗或不符合缓刑要求，法院可以决定判刑。销售和供应将被处以5至10年的监禁，生产或贩运是至少10年监禁。                                                                                           |
|                  | 非法 | 非法 | 非法 | |
|                  | 非法 | 非法 | 非法 | |
| 乌干达           | 非法 | 非法 | 非法 | |
| 乌克兰           | 持有不超过5克除罪化 | 非法 | 种植不超过10株除罪化                                                                                               | [ 225 ] |
| 阿联酋           | 非法 | 非法 | 非法 | 即使是最小量的药物也会导致强制性的四年徒刑。 |
| 英国             | 非法 | 根据内政大臣萨吉德·贾伟德宣布的计划，2018年秋季将提供以大麻为基础的药品。内政部提供的许可证，用于进口处方药用大麻。 | 有内政部大麻种植许可证合法                                                                                         | 1928年被禁止，根据1971年“滥用药物法”属于B类药物。 |
| 美国             | 在9个州、华盛顿哥伦比亚特区、北马里亚纳群岛、以及一些印第安保留地合法 – 但在联邦一级非法。另在13个州和美屬維爾京群島除罪化。 | 在31个州、關島、波多黎各和华盛顿哥伦比亚特区合法 – 但在联邦一级非法。                                               | 在联邦一级非法，在某些州允许娱乐或医疗使用。                                                                       | 法律因州、领地、印第安人保留地和华盛顿哥伦比亚特区而异。根据1970年“受控物质法”，联邦法律将大麻分类为附表I禁用物质。美国最高法院在Gonzales v. Raich案中作出裁判，联邦政府有能力对大麻进行监管和定罪，即使是出于医疗目的。然而，根据州医用大麻法律行事的个人受到Rohrabacher–Farr修正案的保护，不受联邦起诉。根据美国司法部在2014年宣布的政策，允许认可的印第安保留区对娱乐和医疗用途的大麻进行管制。                                                             |
| 乌拉圭           | 合法；禁止外国人购买 | 所有用途合法 | 种植不超过6株合法                                                                                                  | 何塞·穆希卡将大麻在乌拉圭的任何使用完全合法化；法律没有规定“个人总量”。截至2013年12月10日，众议院和参议院通过了一项法案，规范和管理该药物的生产和销售。新法律规定买家必须为年满18岁或以上的乌拉圭居民，并且必须向当局登记。当局将种植可以合法销售的大麻。 |
|                  | 非法 | 非法 | 非法 | 鸦片剂，大麻和其他含有精神药物的植物是非法的。 |
|                  | 非法 | 非法 | 非法 | |
| 梵蒂冈           | 非法 | 非法 | 大麻安樂死可行 | |
| 委內瑞拉         | 非法 | 非法 | 非法 | 截至2010年9月15日，如果证明不是用于医疗或个人消费，持有不超过20克大麻或5克转基因大麻，可由法官自行决定判处一至两年徒刑。如果被认为是供个人消费，则用户必须遵守涉及康复和戒毒程序的安全措施。 |
| 越南             | 非法但不强制执行 | 非法 | 非法 | |
| 葉門             | 非法 | 非法 | 非法 | |
| 尚比亞           | 非法 | 非法 | 如果获得卫生部长的许可合法；但是，目前没有颁发许可证                                                               | |
| 辛巴威           | 非法 | 合法 | 非法 | |